# 15:10 do Yumy
15:10 do Yumy (ang. 3:10 to Yuma) – amerykański western w reżyserii Delmera Davesa z 1957 roku, zrealizowany na podstawie opowiadania Elmore’a Leonarda. Film ten uważany jest za jeden z klasyków amerykańskiego westernu. W roku 2007 powstał remake na podstawie tego filmu pt. 3:10 do Yumy w reżyserii Jamesa Mangolda.

## Fabuła
Ben Wade i jego banda napadają na dyliżans, zabijając przy tym woźnicę. Świadkiem całego zajścia jest farmer, Dan Evans i jego synowie. Wkrótce Wade zostaje ujęty. Pojawia się jednak problem z odtransportowaniem go do siedziby sądu okręgowego w Yumie. Nikt nie chce się tego podjąć z obawy przed zemstą bandytów, mimo że za dowiezienie Wade’a czeka nagroda – 200 dolarów. Wówczas na ochotnika zgłasza się Dan Evans, który rozpaczliwie potrzebuje pieniędzy na wybudowanie studni. W niebezpiecznej misji pomaga mu drobny pijaczek, Alex Potter.

## Obsada
- Glenn Ford jako Ben Wade
- Van Heflin jako Dan Evans
- Felicia Farr jako Emmy
- Leora Dana jako pani Alice Evans
- Henry Jones jako Alex Potter
- Richard Jaeckel jako Charlie Prince
- Robert Emhardt jako pan Butterfield
- Sheridan Comerate jako Bob Moons
- George Mitchell jako Barman
- Robert Ellenstein jako Ernie Collins
- Guy Wilkerson jako właściciel i barman hotelu
- Jerry Hartleben jako Mark Evans
- Frank Hagney
- Richard Devon jako członek gangu
- Barry Curtis jako Mathew Evans

## Odniesienia w kulturze polskiej
Film zainspirował polską nazwę juma i od niej czasownik jumać, a ta z kolei stała się tematem filmu Yuma.